# Scopula exemptaria
Scopula exemptaria är en fjärilsart som beskrevs av Jacob Hübner 1825. Scopula exemptaria ingår i släktet Scopula och familjen mätare. Inga underarter finns listade.